# ドイツ領南西アフリカ

ドイツ領南西アフリカ
Deutsch-Südwestafrika (ドイツ語)

緑：ドイツ領南西アフリカ
灰色：その他のドイツ植民地
黒：ドイツ帝国

提案された国旗

ドイツ領南西アフリカ（ドイツりょうなんせいアフリカ、独: Deutsch-Südwestafrika、略称DSWA）は、かつてのドイツ植民地帝国内の植民地である。1884年から1915年まで存続し、第一次世界大戦後は南アフリカ連邦の委任統治下に移管され南西アフリカという名称に変更し、1990年にナミビアという国名で独立を果たした。面積は835,100平方キロメートルであり、当時のドイツ帝国の面積の1.5倍であった。

## 初期の植民地
1883年、ドイツ人商人アドルフ・リューデリッツが、大西洋に面したアングラ・ペケーニャ地域を先住民の長から購入した。リューデリッツの町と、近接した海岸およびリューデリッツ湾は彼にちなみ名付けられた。1884年4月24日、リューデリッツはイギリスの侵入を妨ぐためにドイツ帝国の保護を受けた地域に投資した。1884年初め、ドイツ帝国海軍の軍艦ノイティルスが、リューデリッツの買った場所を視察するため訪れた。政府から承諾の通知がされ、そしてイギリスから黙認され、ドイツの軍艦ライプツィヒとエリーザベトが滞在した。1884年8月7日、南西アフリカの地についにドイツ国旗が掲揚された。
10月、新設された西アフリカライヒ弁務官グスタフ・ナハティガルが軍艦メーヴェに乗って到着した。1885年4月、南西アフリカ・ドイツ植民地協会（Deutsche Kolonialgesellschaft für Südwest-Afrika）が設立され、すぐにリューデリッツの失敗した事業の資産を獲得された。リューデリッツは直後の1886年に、オレンジ川探険中に溺死した。5月、ハインリヒ・ゲーリングが長官に任命され、Otjimbingwe（現在エロンゴ州の市）において彼の施政が始まった。クルト・フォン・フランソワ大尉指揮下の帝国防衛隊（Kaiserliche Schutztruppe）が、1888年初頭にドイツ領南西アフリカに配置された。この隊は2人の将校、5人の陸軍下士官、20人の黒人兵士から構成されていた。
1890年、イギリス＝ドイツ間のヘルゴランド＝ザンジバル条約により、内陸への新たな貿易ルートとなる植民地北東のカプリビ回廊が獲得された。
ドイツ領南西アフリカは、ドイツ人が多数移住した唯一のドイツ植民地であった。ドイツ人移民はダイヤモンドや石炭採掘という経済的可能性、そして特に農地開墾により植民地に惹きつけられた。1902年、植民地には200,000人の住民（内ドイツ人2,595人、アフリカーナー1,354人、イギリス人452人）がいた。1914年には、さらに9,000人のドイツ人移民がやってきた。おそらく80,000人前後のヘレロ人、60,000人のオヴァンボ人、そしてホッテントット人と蔑まれて呼ばれていた10,000人のナマクア人がいた。

## ドイツ支配に対する反乱

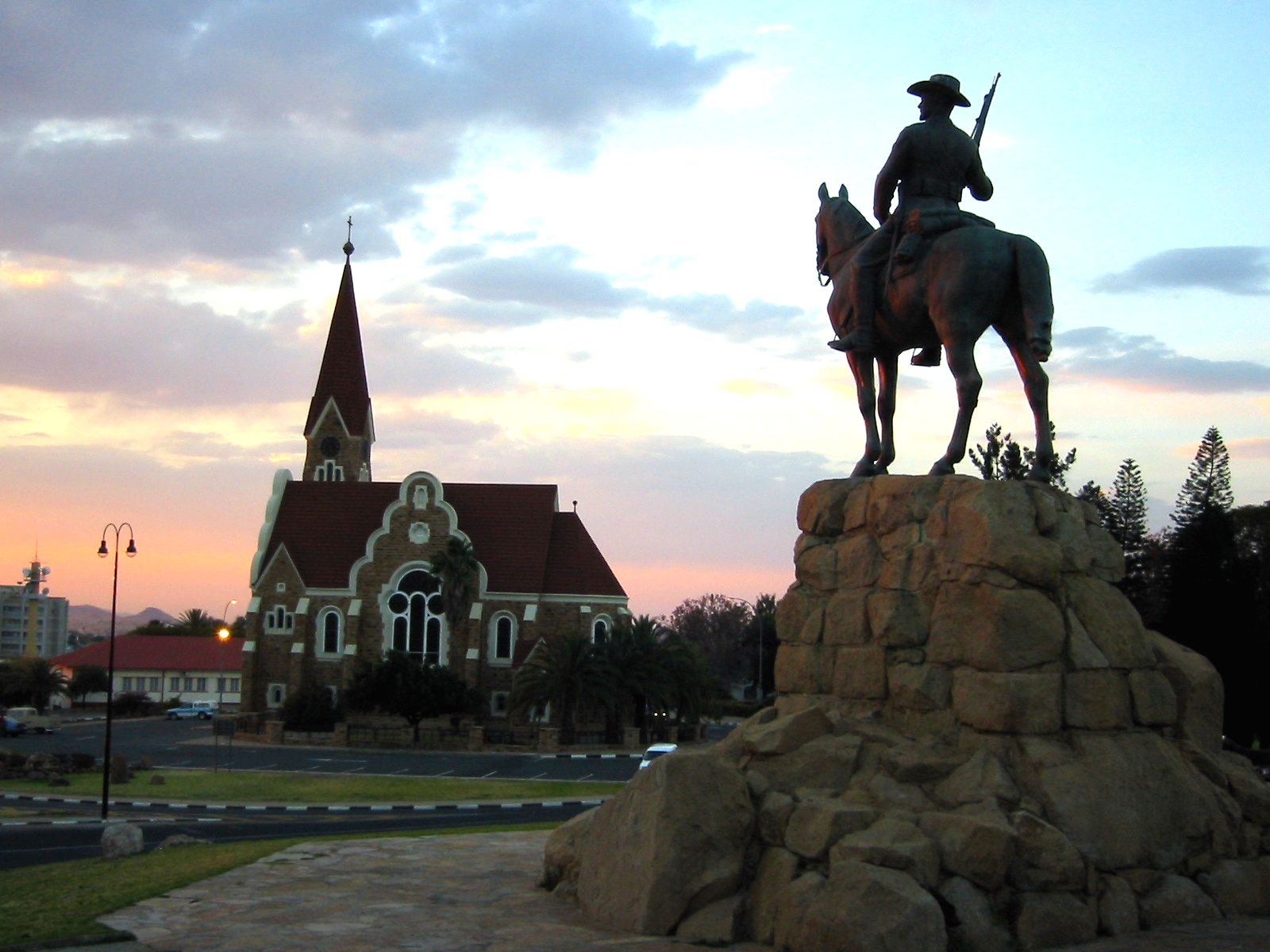
ウィントフックにあるクリストゥス教会と"Südwest Reiter"像

### ナマクア人の蜂起
1893年から1894年にかけて、伝説的な首長ヘンドリック・ヴィットボーイが率いるホッテントット族最大の部族ナマクア人による最初のホッテントット蜂起（第一次ホッテントット蜂起）が発生し、ドイツの植民地支配に抵抗した。
1904年後半にも、ナマクア人は指導者ヘンドリック・ヴィットボーイと、「黒いナポレオン」と称されたヤコブ・マレンゴの指揮のもとで植民地支配に対する闘争が発生している（第二次ホッテントット蜂起）。

### ヘレロ人の蜂起

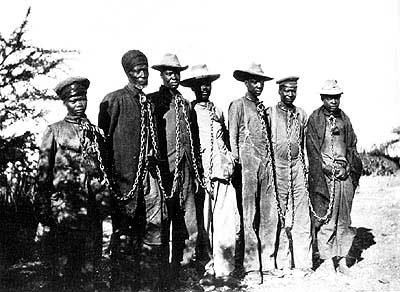
ヘレロ戦争に敗れた後、ドイツ軍によって鎖に繋がれたヘレロ人（1904年）

同じ年にドイツ支配に対する先住民暴動がさらに奥地で多く発生し、最大のものは1904年のヘレロ戦争（ヘレロ反乱）である。ヘレロ戦争の端緒となった事件では遠隔地の農場が攻撃され、およそ150人のドイツ人移民が殺害された。わずか766名の防衛隊（Schutztruppe）と先住民による補助部隊は、最初は多勢のヘレロ人と数の上で劣勢であった。ヘレロ人が攻勢に転じ、時にはオカハンジャとヴィントフーク周辺を包囲し、オソナにある鉄道橋を破壊した。ロタール・フォン・トロッタ中将が指揮をとる14,000人の部隊が、ドイツ本国から急いで派遣され、1904年8月、ウォーターバーグの戦いにおいて反乱を鎮圧した。

### ヘレロ・ナマクア虐殺
早い内にドイツ軍のフォン・トロッタ司令官は、ヘレロ人に対し最後通牒を発しており、ドイツ国民になる権利を否定し、この地域を出るか殺されるかを迫った。フォン・トロッタ司令官は1904年10月2日に武装、非武装、老若男女を問わず、全てのヘレロ人を抹殺する旨の宣言を発令した。逃亡する手段として、ヘレロ人はカラハリ砂漠の西端である水の乏しいオマヘケ地方へと避難し、多くがそこで飢えて死亡した。
この反乱は、1907年から1908年の間に最終的に抑え込まれた。合計で、25,000人から100,000人のヘレロ人、10,000人以上のナマクア人、1,749人のドイツ人がこれらの対立で犠牲となった。この戦争によってヘレロ人の80%以上が殺害され、ごく少数のヘレロ人だけが隣接するイギリス領植民地へ逃亡を成し遂げた。

## 第一次世界大戦

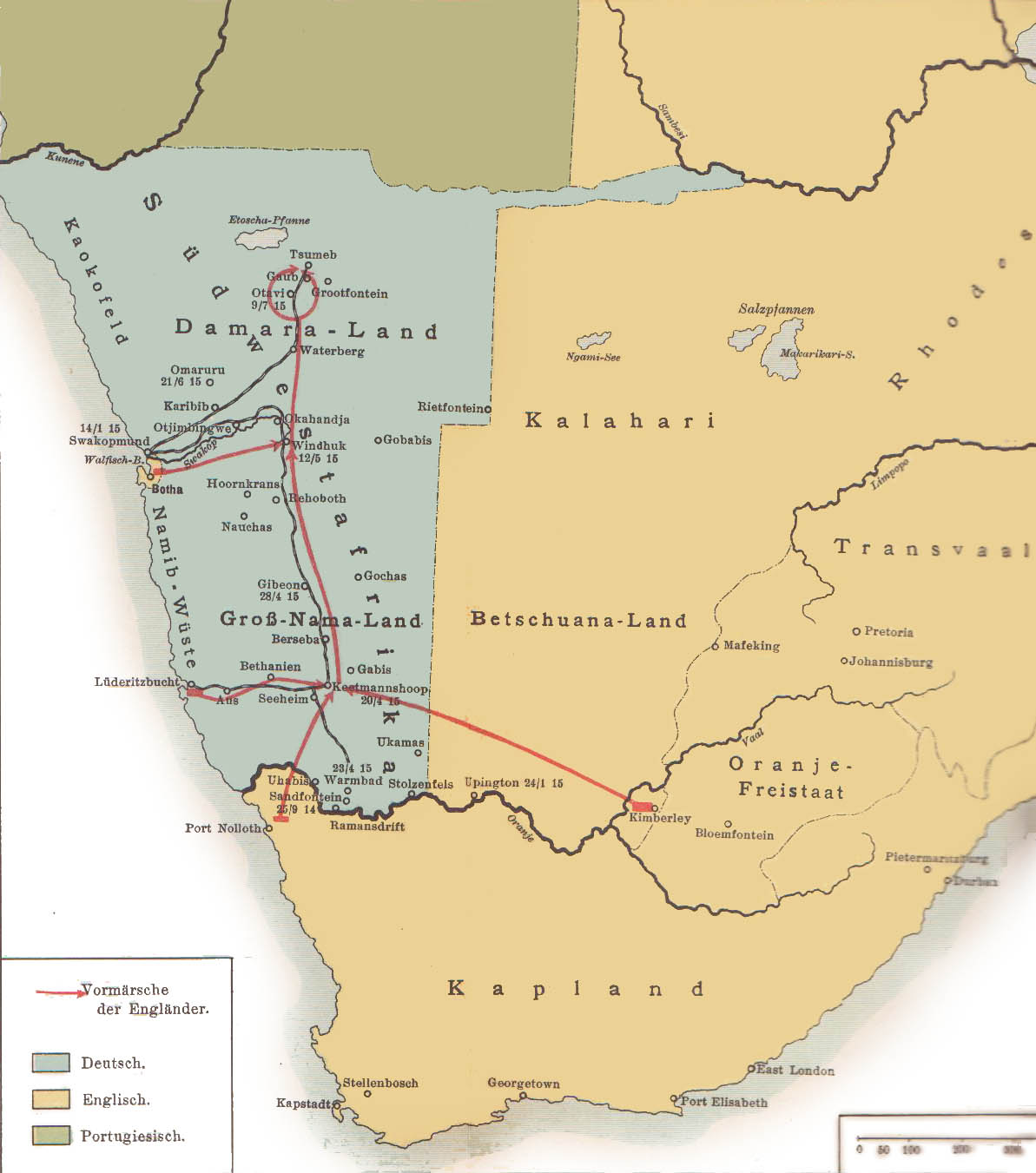
1915年の南西アフリカ戦役

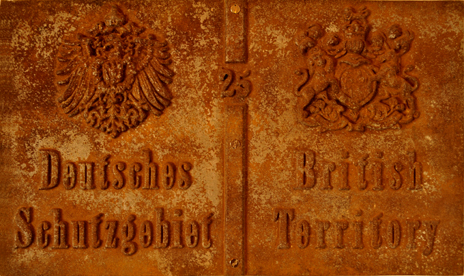
前者国境記号：ドイツ保護領 - イギリス領

1914年9月13日、南アフリカ連邦軍が敵対行動を開始しラマンスドリフト警察署を強襲した。ドイツ移民は、プレトリア近郊の強制収容所へ移送され、のちピーターマリッツバーグの収容所へ移された。ドイツの防衛隊はマリッツ反乱にてドイツ側に立ったアフリカーナー義勇兵軍を伴って抵抗したが、南アフリカ軍が圧倒的に優勢であったため遅滞戦術しか取りえなかった。1915年7月9日、最後の防衛隊指揮官ヴィクトル・フランケがコラブ近郊で降伏した。
戦後、ドイツ領南西アフリカはイギリス管理下におかれ、国際連盟による南アフリカ委任統治領「南西アフリカ」となった。

## 影響
長くアパルトヘイト体制の南アフリカによる実効支配を受けてきたが、1966年にナミビア独立戦争が始まり、
1990年に南西アフリカはナミビアとして独立、かつての武装組織南西アフリカ人民機構（現在は政党として機能）が治めている。
ドイツ系の姓、建物、事業の多数は今も国中に存在し、およそ40,000人にのぼるドイツ人移民の子孫が今もナミビア国内に暮らしている。

## 郵便史コレクション
ナミビアの郵便は、"OTYIMBINGUE"に開設された郵便局で1888年7月7日開始された。
郵便印には同地の地名が入れられていたが、切手は本国ドイツの切手をそのまま用いた。その後、郵便局は増加したが、特に植民地用の切手は発行されていなかった。
1897年5月、ドイツ切手に"Deutsch- / Südwest-Afrika"との文字を加刷した植民地用切手が初めて発行された。1898年11月15日、加刷の文字が"Deutsch- / Südwestafrika,"とハイフンを省いた形式に変更された切手が発行された。
1900年、他のドイツ植民地と同図案の、ヨット(ホーエンツォレルン号)を図案とした正刷切手が発行された。1906年以降は紙に透かしが入れられた。第一次大戦中も、植民地用の切手は発行されていたが、最後に発行された3マルク切手は1919年の発行であり、交通が途絶していたことから、植民地内で販売されることはなかった。
これらの切手は、3ペニヒや5ペニヒといった高額の切手であるが、ベルリンなど、ドイツ本国で収集家向けに販売されたため、現在でも1米ドル前後の価格で現在も入手できる。他の切手の中には、数百ドルもの評価を与えられているものがある。
特に、透かし入り切手の中でも、植民地が南アフリカからの進攻をうける直前に発行された切手は、ごくわずかしか使用されなかったとみられる。従って使用済切手の評価は、未使用切手の10倍以上にもなっている。このため、偽消の使用済切手が数多く存在しており、その収集には注意が必要である。

## 統治者
行政長官（1883年-1884年）
- ハインリヒ・フォーゲルザンク（臨時代理、1883年）
- アドルフ・リューデリッツ（1883年-1884年）

弁務官（1884年-1893年）
- グスタフ・ナハティガル（1884年-1885年）
- ハインリヒ・ゲーリング（臨時代理、1885年-1890年）
- ルイス・ネルス（臨時代理、1890年-1891年）
- クルト・フォン・フランソワ（1891年-1893年）

管理官（1893年-1898年）
- クルト・フォン・フランソワ（1893年-1894年）
- テオドール・フォン・ロイトヴァイン（英語版）（1894年-1898年）

総督（1898年-1915年）
- テオドール・フォン・ロイトヴァイン（1898年-1905年）
- ロタール・フォン・トロータ（臨時代理、1905年）
- フリードリヒ・フォン・リントクヴィスト（1905年-1907年）
- ブルーノ・フォン・シュックマン（1907年-1910年）
- テオドール・ザイツ（1910年-1915年）

## 脚註
1. ↑  わたしたちのナミビア(1990:123-128)
2. ↑  わたしたちのナミビア(1990:131)